# Генерал Владимир Заимов (штабной корабль)
«Генерал Владимир Заимов» (болг. Генерал Владимир Заимов) — штабной корабль, вспомогательное судно военно-морского флота Болгарии.

## История службы
Судно было построено во второй половине 1970-х годов на Русенском судостроительном заводе и в 1979 году — спущено на воду, включено в состав военно-морского флота и получило бортовой номер «350» и название «Генерал Владимир Заимов» (в честь участника болгарского Движения Сопротивления, генерала Владимира Заимова).
Находился в составе дивизиона вспомогательных кораблей ВМФ до 1989 года, в дальнейшем был разоружен и переклассифицирован в гидрографическое судно, использовался в этом качестве до 1992 года, когда был выведен в резерв и частично разукомплектован. 10 января 1994 года находившийся в неудовлетворительном техническом состоянии корабль был выставлен на продажу.